# Flughafen al-Dschauf

i7
i11
i13
Der Flughafen al-Dschauf (arabisch مطار الجوف, DMG Maṭār al-Ǧauf, IATA-Code: AJF, ICAO-Code: OESK) liegt im Norden Saudi-Arabiens, etwa 24 Kilometer südwestlich der Stadt Sakaka, der Hauptstadt der Provinz al-Dschauf.
Der Flughafen al-Dschauf liegt auf einer Höhe von 689 m und entstand im Jahr 1974. Er ist mit einigen nationalen und internationalen Zielen verbunden, unter anderem mit Kairo, Schardscha und Riad.